# アナベル・メディナ・ガリゲス
アナベル・メディナ・ガリゲス（Anabel Medina Garrigues、1982年7月31日 - ）は、スペイン・トレント出身の女子プロテニス選手。
2008年と2009年の全仏オープン女子ダブルスで、ビルヒニア・ルアノ・パスクアルとペアを組んで2連覇した。2008年北京五輪の女子ダブルス銀メダル獲得もある。WTAツアーでシングルス11勝、ダブルスで28勝を挙げた。自己最高ランキングはシングルス16位、ダブルス3位。身長169cm、体重59kg、右利き。両手打ちのバックハンドから放たれるダウン・ザ・ライン（ラインぎりぎりに放つショット）を最大の武器にした。

## 来歴
メディナ・ガリゲスは12歳という遅い年齢から、家族とともにテニスを始めた。1998年1月にプロ転向。2001年7月にイタリア・パレルモ大会で女子ツアーのシングルスに初優勝を果たし、ダブルスで年間4勝を獲得。2002年の全豪オープンで4回戦に進出するが、モニカ・セレシュとの対戦中に右膝の前十字靭帯断裂を起こし、4-2 で途中棄権した。この故障で右膝の手術を受け、同年9月まで復帰できなかった。2004年から彼女はキャリアを軌道に乗せ、（ツアー初優勝を飾った）パレルモ大会で2004年-2006年の大会3連覇を果たす。この年は2004年アテネ五輪のスペイン代表選手にも選ばれたが、シングルス・ダブルスとも1回戦で敗退した。シングルス1回戦ではマリー・ピエルスに敗れ、ベテランのアランチャ・サンチェス・ビカリオと組んだダブルスではアルゼンチン代表のパオラ・スアレス&パトリシア・タラビーニ組に敗れている。
アナベル・メディナ・ガリゲスは2005年・2006年の2年連続で、女子ツアーでシングルス年間2勝を記録した。2007年は全仏オープン直前の大会にあたるフランス・ストラスブール大会で、第1シードのアメリ・モレスモを 6-4, 4-6, 6-4 で破った優勝がある。続く全仏オープンで、メディナ・ガリゲスは2002年全豪オープン以来5年ぶりの4大大会4回戦進出を果たしたが、初進出の全仏4回戦では第7シードのアナ・イバノビッチに 3-6, 6-3, 3-6 のフルセットで敗れた。

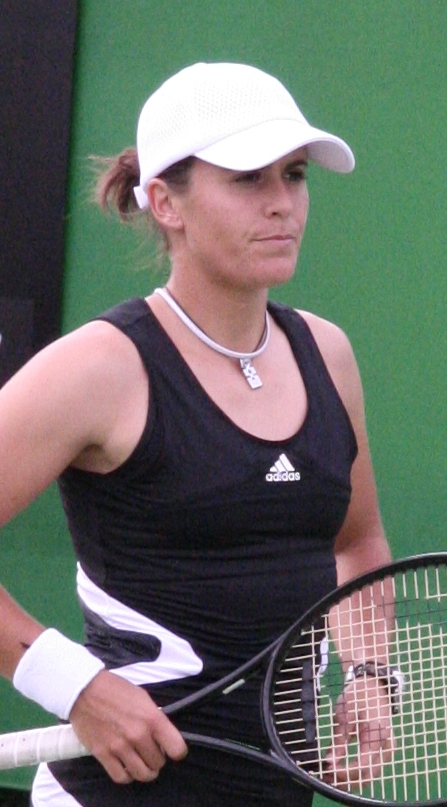
2007年全豪オープンにて

2007年から、メディナ・ガリゲスはダブルスで同じスペインのビルヒニア・ルアノ・パスクアルとコンビを組んで大半のトーナメントに出場するようになる。ルアノ・パスクアルは長年にわたりパオラ・スアレスとのペアで多くの好成績を出してきたが、スアレスの引退により、メディナ・ガリゲスを新しいダブルス・パートナーに選んだ。メディナ・ガリゲスとルアノ・パスクアルは、2008年全仏オープンの女子ダブルス決勝戦でフランチェスカ・スキアボーネ&ケーシー・デラクア組に 2-6, 7-5, 6-4 で逆転勝ちした。こうして、アナベル・メディナ・ガリゲスは初めての4大大会タイトルを獲得する。8月の北京五輪で、メディナ・ガリゲスは2度目のオリンピックに出場した。シングルスは1回戦でシビル・バンマーに敗れたが、ルアノ・パスクアルとのダブルスで決勝に進出する。女子ダブルス決勝戦ではビーナスとセリーナのウィリアムズ姉妹組、当年度のウィンブルドン優勝ペア）に 2-6, 0-6 で完敗し、スペインペアは銀メダルを獲得した。
2009年の全仏オープン女子ダブルス決勝で、メディナ・ガリゲスとルアノ・パスクアルはビクトリア・アザレンカ&エレーナ・ベスニナ組を 6-1, 6-1 で圧倒し、2年連続優勝を飾った。
2011年のポルトガル・エストリル大会でメディナ・ガリゲスはクリスティナ・バロイスを 6–1, 6–2 で破り、2年ぶりのシングルス10勝目を挙げた。7月のパレルモ大会でも優勝した。
メディナ・ガリゲスは2014年全仏オープンの予選敗退を最後にシングルスから撤退しダブルスに専念した。2017年4月にエレナ・オスタペンコのコーチに就任し、オスタペンコの2017年全仏オープン女子シングルス優勝に貢献した。2018年からフェドカップスペイン代表の監督に就任している。
2018年全米オープンを最後に現役を引退した。

## WTAツアー決勝進出結果

### シングルス: 18回 (11勝7敗)
| 大会グレード          | 大会グレード                 |
| 2008年以前            | 2009年以後                   |
| --------------------- | ---------------------------- |
| グランドスラム (0–0)  |                              |
| WTAファイナルズ (0–0) |                              |
| ティア I (0–0)        | プレミア・マンダトリー (0-0) |
| ティア I (0–0)        | プレミア5 (0-0)              |
|                       | WTAチャンピオンズ (0–1)      |
| ティア II (0–0)       | プレミア (0–0)               |
| ティア III (3–2)      | インターナショナル (3–1)     |
| ティア IV ＆ V (5–3)  | インターナショナル (3–1)     |

| 結果   | No. | 決勝日        | 大会           | サーフェス    | 対戦相手                       | スコア           |
| ------ | --- | ------------- | -------------- | ------------- | ------------------------------ | ---------------- |
| 優勝   | 1.  | 2001年7月15日 | パレルモ       | クレー        | クリスティナ・トレンス・バレロ | 6–4, 6–4         |
| 準優勝 | 1.  | 2002年1月13日 | ホバート       | ハード        | マルチナ・スーハ               | 6–7(7), 1–6      |
| 準優勝 | 2.  | 2003年2月23日 | ボゴタ         | クレー        | ファビオラ・ズルアガ           | 3–6, 2–6         |
| 優勝   | 2.  | 2004年7月25日 | パレルモ       | クレー        | フラビア・ペンネッタ           | 6–4, 6–4         |
| 優勝   | 3.  | 2005年5月21日 | ストラスブール | クレー        | マルタ・ドマホフスカ           | 6–4, 6–3         |
| 優勝   | 4.  | 2005年7月24日 | パレルモ       | クレー        | クララ・クーカロバ             | 6–4, 6–0         |
| 優勝   | 5.  | 2006年1月13日 | キャンベラ     | ハード        | 趙倫貞                         | 6–4, 0–6, 6–4    |
| 優勝   | 6.  | 2006年7月23日 | パレルモ       | クレー        | タチアナ・ガルビン             | 6–4, 6–4         |
| 準優勝 | 3.  | 2006年10月1日 | 広州           | ハード        | アンナ・チャクベタゼ           | 1–6, 4–6         |
| 優勝   | 7.  | 2007年5月26日 | ストラスブール | クレー        | アメリ・モレスモ               | 6–4, 4–6, 6–4    |
| 準優勝 | 4.  | 2008年5月4日  | フェズ         | クレー        | ヒセラ・ドゥルコ               | 6–7(2), 6–7(5)   |
| 優勝   | 8.  | 2008年5月24日 | ストラスブール | クレー        | カタリナ・スレボトニク         | 4–6, 7–6(4), 6–0 |
| 準優勝 | 5.  | 2008年7月27日 | ポルトロス     | ハード        | サラ・エラニ                   | 3–6, 3–6         |
| 優勝   | 9.  | 2009年5月2日  | フェズ         | クレー        | エカテリーナ・マカロワ         | 6–0, 6–1         |
| 準優勝 | 6.  | 2009年9月27日 | ソウル         | ハード        | クルム伊達公子                 | 3–6, 3–6         |
| 優勝   | 10. | 2011年4月30日 | エストリル     | クレー        | クリスティナ・バロイス         | 6–1, 6–2         |
| 優勝   | 11. | 2011年7月17日 | パレルモ       | クレー        | ポロナ・ヘルツォグ             | 6–3, 6–2         |
| 準優勝 | 7.  | 2011年11月6日 | バリ           | ハード (室内) | アナ・イバノビッチ             | 3–6, 0–6         |

### ダブルス: 46回 (28勝18敗)
| 大会グレード          | 大会グレード                  |
| 2008年以前            | 2009年以後                    |
| --------------------- | ----------------------------- |
| グランドスラム (2–0)  |                               |
| オリンピック (0-1)    |                               |
| WTAファイナルズ (0–0) |                               |
| ティア I (0–1)        | プレミア・マンダトリー (0-0)  |
| ティア I (0–1)        | プレミア5 (0-0)               |
|                       | WTAエリート・トロフィー (0–1) |
| ティア II (1-4)       | プレミア (2–3)                |
| ティア III (3-2)      | インターナショナル (13-3)     |
| ティア IV ＆ V (7-3)  | インターナショナル (13-3)     |

| 結果   | No. | 決勝日         | 大会               | サーフェス        | パートナー                             | 対戦相手                                                  | スコア              |
| ------ | --- | -------------- | ------------------ | ----------------- | -------------------------------------- | --------------------------------------------------------- | ------------------- |
| 優勝   | 1.  | 2001年3月4日   | アカプルコ         | クレー            | マリア・ホセ・マルティネス・サンチェス | ビルヒニア・ルアノ・パスクアル パオラ・スアレス           | 6–4, 6–7(5), 7–5    |
| 優勝   | 2.  | 2001年4月8日   | ポルト             | クレー            | マリア・ホセ・マルティネス・サンチェス | アレクサンドラ・フセ リタ・グランデ                       | 6–1, 6–7(5), 7–5    |
| 優勝   | 3.  | 2001年5月6日   | ボル               | クレー            | マリア・ホセ・マルティネス・サンチェス | ナディア・ペトロワ ティナ・ピズニック                     | 7–5, 6–4            |
| 準優勝 | 1.  | 2001年7月15日  | パレルモ           | クレー            | マリア・ホセ・マルティネス・サンチェス | タチアナ・ガルビン ヤネッテ・フサロバ                     | 6–4, 2–6, 4–6       |
| 優勝   | 4.  | 2001年8月5日   | バーゼル           | クレー            | マリア・ホセ・マルティネス・サンチェス | ヨアネット・クルーガー マルタ・マレーロ                   | 7–6(5), 6–2         |
| 準優勝 | 2.  | 2004年2月23日  | ボゴタ             | クレー            | アランチャ・パラ・サントンハ           | ジャスミン・ヴェール バルバラ・シュワルツ                 | 1–6, 3–6            |
| 優勝   | 5.  | 2004年7月25日  | パレルモ           | クレー            | アランチャ・サンチェス・ビカリオ       | ルボミラ・クルハイツォバ ヘンリエッタ・ナギョワ           | 6–3, 7–6            |
| 準優勝 | 3.  | 2005年1月10日  | ホバート           | ハード            | ディナラ・サフィナ                     | 晏紫 鄭潔                                                 | 4–6, 5–7            |
| 準優勝 | 4.  | 2005年2月7日   | パリ               | カーペット (室内) | ディナラ・サフィナ                     | イベタ・ベネソバ クベタ・ペシュケ                         | 2–6, 6–2, 2–6       |
| 準優勝 | 5.  | 2005年2月14日  | アントワープ       | カーペット (室内) | ディナラ・サフィナ                     | カーラ・ブラック エルス・カレンズ                         | 6–3, 4–6, 4–6       |
| 準優勝 | 6.  | 2005年5月9日   | ローマ             | ハード            | マリア・キリレンコ                     | カーラ・ブラック リーゼル・フーバー                       | 0–6, 6–4, 1–6       |
| 優勝   | 6.  | 2005年6月18日  | スヘルトーヘンボス | 芝                | ディナラ・サフィナ                     | イベタ・ベネソバ ヌリア・リャゴステラ・ビベス             | 6–4, 2–6, 7–6(11)   |
| 優勝   | 7.  | 2005年9月25日  | ポルトロス         | ハード            | ロベルタ・ビンチ                       | エレナ・コスタニッチ カタリナ・スレボトニク               | 6–4, 5–7, 6–2       |
| 準優勝 | 7.  | 2006年5月7日   | ワルシャワ         | クレー            | カタリナ・スレボトニク                 | エレーナ・リホフツェワ アナスタシア・ミスキナ             | 3–6, 4–6            |
| 準優勝 | 8.  | 2007年1月13日  | ホバート           | ハード            | ビルヒニア・ルアノ・パスクアル         | エレーナ・リホフツェワ エレーナ・ベスニナ                 | 4–6, 5–7            |
| 準優勝 | 9.  | 2007年4月9日   | アメリアアイランド | クレー            | ビルヒニア・ルアノ・パスクアル         | マラ・サンタンジェロ カタリナ・スレボトニク               | 3–6, 6–7(4)         |
| 準優勝 | 10. | 2007年6月18日  | スヘルトーヘンボス | 芝                | ビルヒニア・ルアノ・パスクアル         | 詹詠然 荘佳容                                             | 5–7, 2–6            |
| 優勝   | 8.  | 2007年8月5日   | ストックホルム     | ハード            | ビルヒニア・ルアノ・パスクアル         | 詹謹瑋 テチアナ・ルザンスカ                               | 6–1, 5–7, [10–6]    |
| 優勝   | 9.  | 2008年1月11日  | ホバート           | ハード            | ビルヒニア・ルアノ・パスクアル         | エレニ・ダニリドゥ ジャスミン・ヴェール                   | 6–2, 6–4            |
| 優勝   | 10. | 2008年6月6日   | 全仏オープン       | クレー            | ビルヒニア・ルアノ・パスクアル         | ケーシー・デラクア フランチェスカ・スキアボーネ           | 2–6, 7–5, 6–4       |
| 優勝   | 11. | 2008年7月27日  | ポルトロス         | ハード            | ビルヒニア・ルアノ・パスクアル         | ベラ・ドゥシェビナ エカテリーナ・マカロワ                 | 6–4, 6–1            |
| 準優勝 | 11. | 2008年8月17日  | 北京五輪           | ハード            | ビルヒニア・ルアノ・パスクアル         | セリーナ・ウィリアムズ ビーナス・ウィリアムズ             | 2–6, 0–6            |
| 優勝   | 12. | 2008年9月28日  | 北京               | ハード            | キャロライン・ウォズニアッキ           | 韓馨蘊 徐一幡                                             | 6–1, 6–3            |
| 準優勝 | 12. | 2009年4月6日   | マルベーリャ       | クレー            | ビルヒニア・ルアノ・パスクアル         | クラウディア・ヤンス アリシア・ロソルスカ                 | 3–6, 3–6            |
| 優勝   | 13. | 2009年6月5日   | 全仏オープン       | クレー            | ビルヒニア・ルアノ・パスクアル         | ビクトリア・アザレンカ エレーナ・ベスニナ                 | 6–1, 6–1            |
| 優勝   | 14. | 2010年5月1日   | フェズ             | クレー            | イベタ・ベネソバ                       | ルーシー・ハラデツカ レナタ・ボラコバ                     | 6–3, 6–1            |
| 優勝   | 15. | 2010年5月8日   | エストリル         | クレー            | ソラナ・チルステア                     | ビタリア・ディアチェンコ オウレリー・ヴェディ             | 6–1, 7–5            |
| 準優勝 | 13. | 2010年7月11日  | ブダペスト         | クレー            | ソラナ・チルステア                     | ティメア・バシンスキー タチアナ・ガルビン                 | 3–6, 3–6            |
| 優勝   | 16. | 2010年7月25日  | バートガシュタイン | クレー            | ルーシー・ハラデツカ                   | ティメア・バシンスキー タチアナ・ガルビン                 | 6–7(2), 6–1, [10–5] |
| 優勝   | 17. | 2011年2月19日  | ボゴタ             | クレー            | エディナ・ガロビッツ＝ホール           | シャロン・フィッチマン ローラ・ポウス・ティオ             | 2–6, 7–6(6), [11–9] |
| 優勝   | 18. | 2011年7月10日  | ブダペスト         | クレー            | アリシア・ロソルスカ                   | ナタリー・グランディン ブラディミラ・ウーリロバ           | 6–2, 6–2            |
| 準優勝 | 14. | 2012年4月8日   | チャールストン     | クレー            | ヤロスラワ・シュウェドワ               | アナスタシア・パブリュチェンコワ ルーシー・サファロバ     | 7–5, 4–6, [6–10]    |
| 優勝   | 19. | 2013年3月1日   | フロリアノーポリス | ハード            | ヤロスラワ・シュウェドワ               | アン・キオザボング バレリア・サビニフ                     | 6-0, 6-4            |
| 優勝   | 20. | 2013年6月21日  | スヘルトーヘンボス | 芝                | イリーナ＝カメリア・ベグ               | ドミニカ・チブルコバ アランチャ・パラ・サントンハ         | 4–6, 7–6(3), [11–9] |
| 優勝   | 21. | 2013年7月21日  | ボースタード       | クレー            | クララ・ザコパロバ                     | アレクサンドラ・ドゥルゲル フラビア・ペンネッタ           | 6–1, 6–4            |
| 準優勝 | 15. | 2013年8月24日  | ニューヘイブン     | ハード            | カタリナ・スレボトニク                 | サニア・ミルザ 鄭潔                                       | 3–6, 4–6            |
| 優勝   | 22. | 2014年2月28日  | フロリアノーポリス | ハード            | ヤロスラワ・シュウェドワ               | フランチェスカ・スキアボーネ シルビア・ソレル＝エスピノサ | 7–6(1), 2–6, [10–3] |
| 優勝   | 23. | 2014年4月6日   | チャールストン     | クレー            | ヤロスラワ・シュウェドワ               | 詹詠然 詹皓晴                                             | 7–6(4), 6–2         |
| 優勝   | 24. | 2015年2月15日  | アントワープ       | ハード (室内)     | アランチャ・パラ・サントンハ           | アン＝ソフィー・メスタフ アリソン・バン・アイトバンク     | 6–4, 3–6, [10–5]    |
| 優勝   | 25. | 2015年5月23日  | ニュルンベルク     | クレー            | 詹皓晴                                 | ラルカ・オラル ララ・アルアバレナ                         | 6–2, 7–6(5)         |
| 準優勝 | 16. | 2015年8月9日   | スタンフォード     | ハード            | アランチャ・パラ・サントンハ           | 徐一幡 鄭賽賽                                             | 1–6, 3–6            |
| 準優勝 | 17. | 2015年10月25日 | ルクセンブルク     | ハード (室内)     | アランチャ・パラ・サントンハ           | モナ・バルテル ラウラ・シグムント                         | 2–6, 6–7(2)         |
| 準優勝 | 18. | 2015年11月8日  | 珠海               | ハード (室内)     | アランチャ・パラ・サントンハ           | 梁晨 王雅繁                                               | 4–6, 3–6            |
| 優勝   | 26. | 2016年2月27日  | アカプルコ         | ハード            | アランチャ・パラ・サントンハ           | キキ・ベルテンス ヨハンナ・ラーション                     | 6–0, 6–4            |
| 優勝   | 27. | 2016年3月6日   | モンテレイ         | ハード            | アランチャ・パラ・サントンハ           | ペトラ・マルティッチ マリア・サンチェス                   | 4–6, 7–5, [10–7]    |
| 優勝   | 28. | 2016年5月21日  | ストラスブール     | クレー            | アランチャ・パラ・サントンハ           | マリア・イリゴエン 梁晨                                   | 6–2, 6–0            |

## 4大大会シングルス成績
略語の説明
| W | F | SF | QF | #R | RR | Q# | LQ | A | Z# | PO | G | S | B | NMS | P | NH |

W=優勝, F=準優勝, SF=ベスト4, QF=ベスト8, #R=#回戦敗退, RR=ラウンドロビン敗退, Q#=予選#回戦敗退, LQ=予選敗退, A=大会不参加, Z#=デビスカップ/BJKカップ地域ゾーン, PO=デビスカップ/BJKカッププレーオフ, G=オリンピック金メダル, S=オリンピック銀メダル, B=オリンピック銅メダル, NMS=マスターズシリーズから降格, P=開催延期, NH=開催なし.
| 大会           | 2001 | 2002 | 2003 | 2004 | 2005 | 2006 | 2007 | 2008 | 2009 | 2010 | 2011 | 2012 | 2013 | 2014 | 通算成績 |
| -------------- | ---- | ---- | ---- | ---- | ---- | ---- | ---- | ---- | ---- | ---- | ---- | ---- | ---- | ---- | -------- |
| 全豪オープン   | 2R   | 4R   | 1R   | 3R   | 1R   | 1R   | 1R   | 2R   | 4R   | 1R   | 1R   | 3R   | 1R   | 1R   | 12–15    |
| 全仏オープン   | 1R   | A    | LQ   | 2R   | 3R   | 3R   | 4R   | 3R   | 1R   | 1R   | 2R   | 3R   | 1R   | LQ   | 13–11    |
| ウィンブルドン | 1R   | A    | A    | 1R   | 1R   | 3R   | 1R   | 3R   | 3R   | 1R   | 1R   | 2R   | 1R   | A    | 7–10     |
| 全米オープン   | 1R   | A    | LQ   | 2R   | 3R   | 1R   | 3R   | 2R   | 2R   | 1R   | 3R   | 1R   | 1R   | A    | 9–11     |